# Microcarro

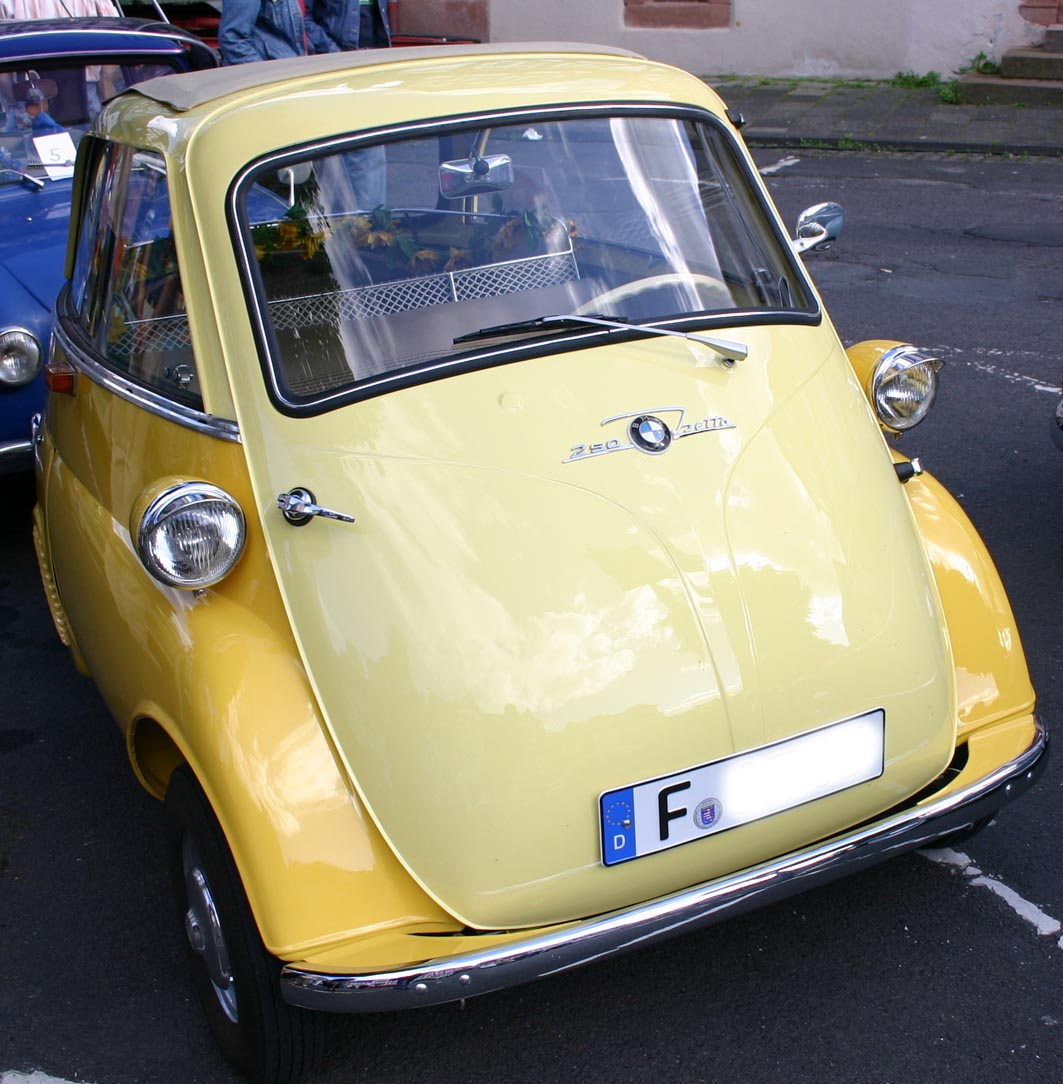
BMW Isetta, um dos microcarros mais famosos.

Um microcarro  é um automóvel especialmente pequeno. Para distinguir os microcarros dos outros automóveis, diversas definições foram criadas, como: "menos de 3 m de comprimento" e "menos de 2400 litros de volume interior". Tipicamente, os microcarros têm lugares para o condutor e um passageiro e alguns têm apenas três rodas.
A poupança destes automóveis foi apoiada pelo facto de os microcarros de três rodas terem um tratamento como motocicletas a nível fiscal e de seguros. Em anos recentes, houve um ressurgimento do seu uso em cidades com muito trânsito, especialmente com a marca Smart.

## Origens

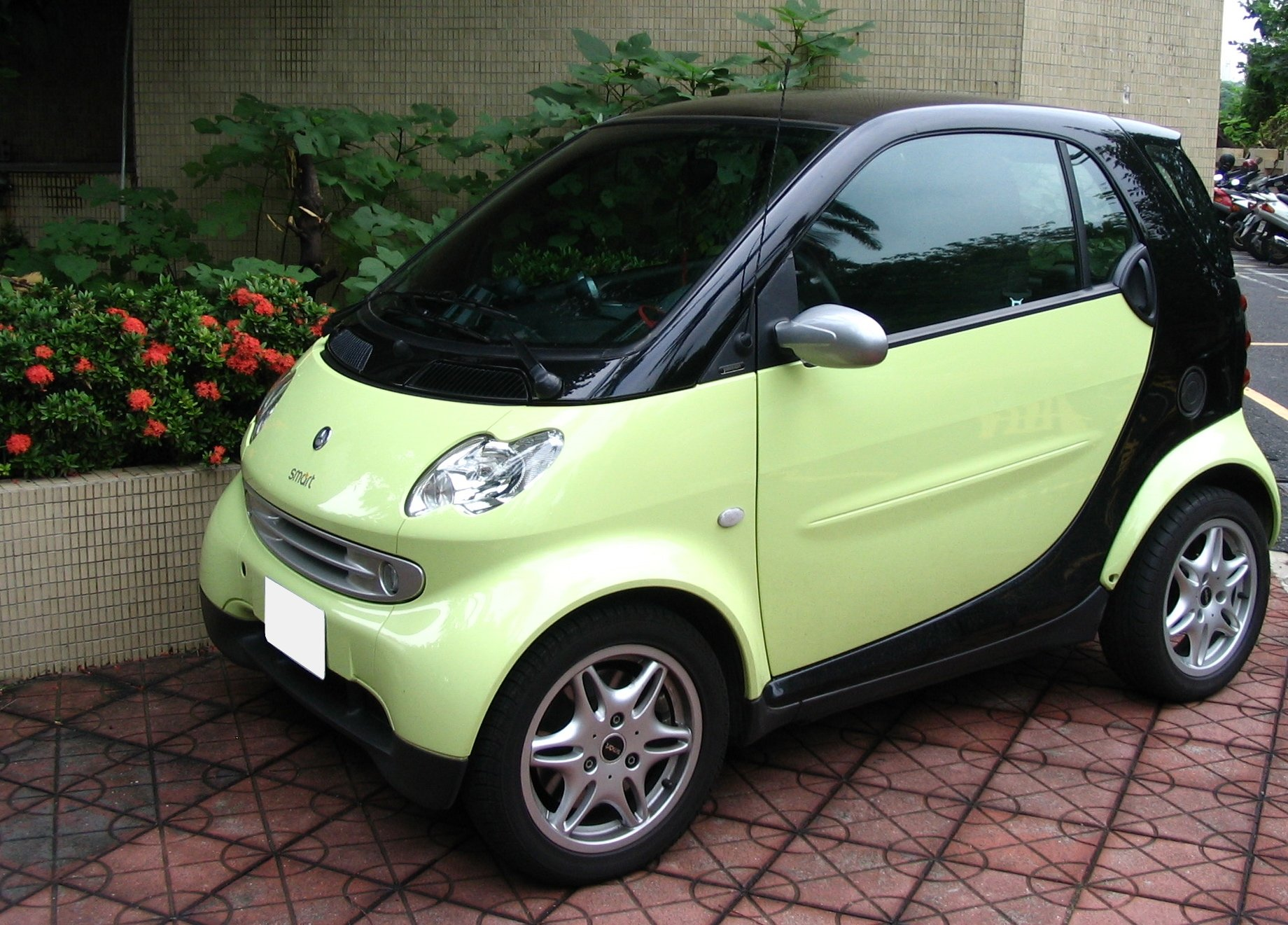
Um Smart Fortwo, considerado frequentemente como microcarro, tem 730 kg de peso.

Este tipo de carros, tambem conhecidos popularmente como papa-reformas, costuma ser fabricado por razões económicas, quando as matérias primas ou os combustíveis são escassos e caros. Muitos microcarros foram desenhados na Europa depois da Segunda Guerra Mundial, particularmente na Alemanha, onde as antigas fábricas de aviões como a Messerschmitt e a Heinkel se converteram em importantes fabricantes de microcarros. Os Messerschmitt KR175 e KR200 tinham mesmo tetos que eram semiesferas de vidro ao estilo dos aviões. A França também produziu um grande número de microcarros chamados voiturettes, mas ao contrário dos alemães, não se venderam em outros países. Os desenhos europeus caracterizavam-se pelas formas arrojadas e soluções inovadoras.
Carros muito pequenos também foram populares no Japão, onde foram beneficiados a nível fiscal em comparação com outros tipos de veículos. Eram conhecidos como keicars, diferindo do estilo europeu por parecerem versões reduzidas de automóveis ligeiros, sendo mais similares aos do segmento A.
Em Portugal, na década de 1980, foi lançado o Sado 550, o primeiro microcarro português.
O Smart Fortwo, lançado em 1998, poder-se-á considerar uma reinvenção do principio do microcarro que teve êxito. Como os keicars japoneses, é de desenho convencional.

## Galeria

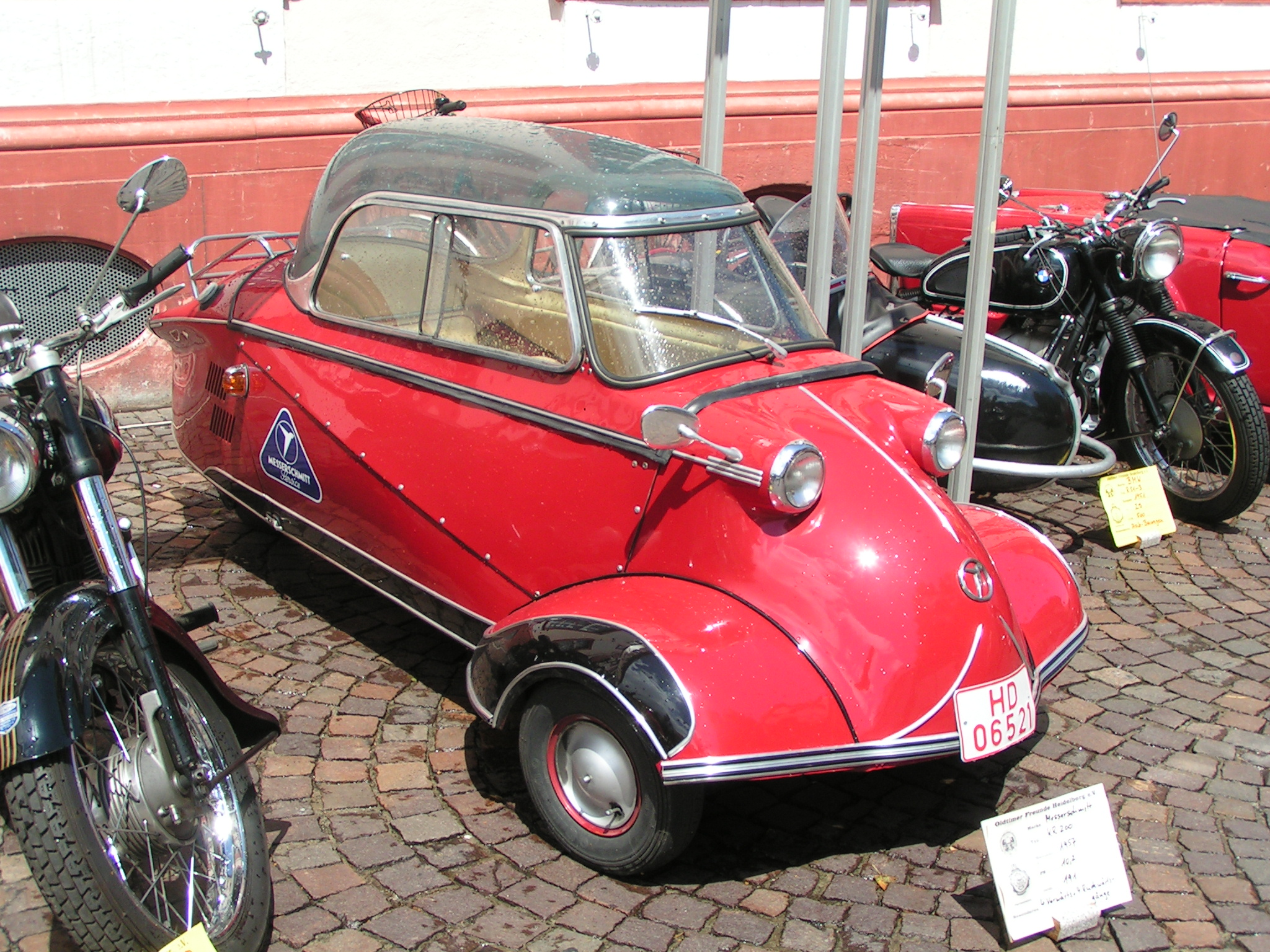
Messerschmitt Kabinenroller KR 200
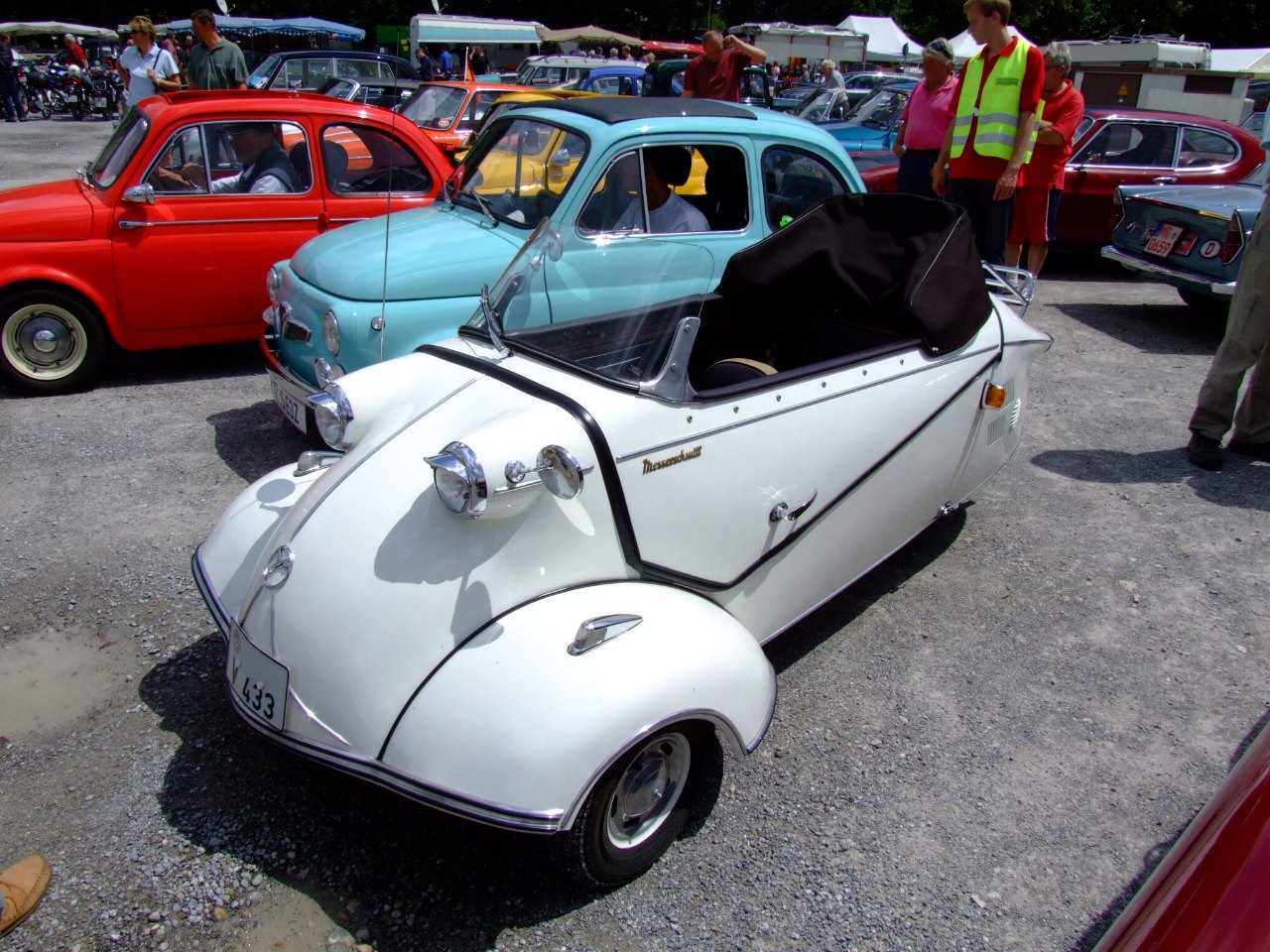
Messerschmitt Kabinenroller
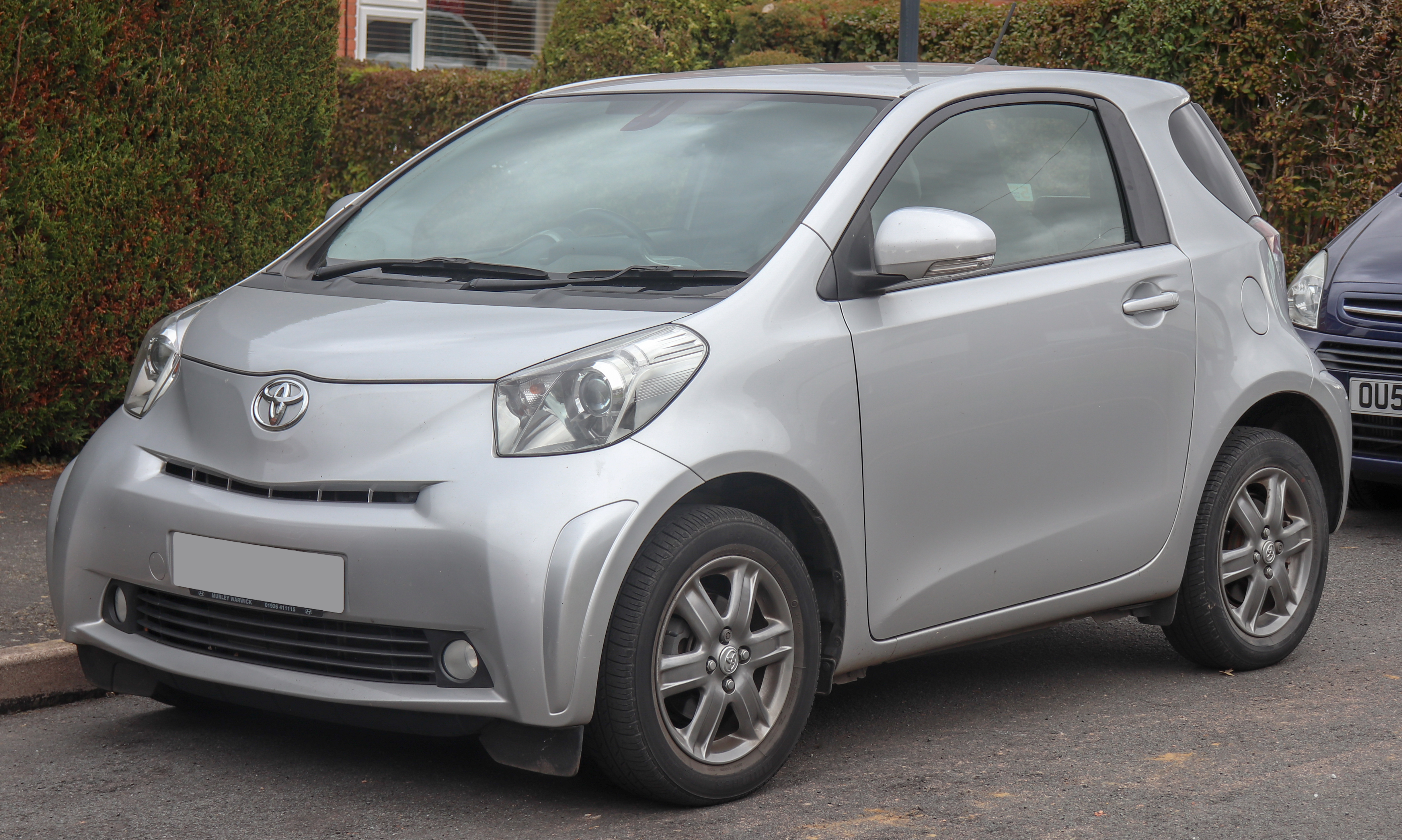
Toyota iQ